# Функционални поремећај
Функционални поремећај је поремећај у функционисању особе који обухвата промене у понашању, опажању, мишљењу, осећању и разнолике психопатолошке појаве које су настале без органске основе, односно које немају (или је непознат) корен у патолошким променама неке телесне структуре. Такви психогени поремећаји су поремећаји личности, поремећаји навика и контроле импулса, психосоматске болести итд.